# Turany
Turany es un municipio del distrito de Martin en la región de Žilina, Eslovaquia, con una población estimada a final del año 2024 de 4085 habitantes.
Se encuentra ubicado al oeste de la región, cerca del curso alto del río Váh (cuenca hidrográfica del Danubio) y del parque nacional de Veľká Fatra.

## Demografía
| Año        | 1994 | 2004    | 2014    | 2024    |
| ---------- | ---- | ------- | ------- | ------- |
| Población  | 4630 | 4406    | 4332    | 4085    |
| Diferencia |      | −4,83 % | −1,67 % | −5,70 % |

| Año        | 2023 | 2024    |
| ---------- | ---- | ------- |
| Población  | 4107 | 4085    |
| Diferencia |      | −0,53 % |